# Sellumbres
La Rambla de Sellumbres, Rambla de las Truchas o Río de las Truchas es un afluente del río Calders que nace en la población aragonesa de Mosqueruela (en la comarca de Gúdar-Javalambre) y desemboca en la valenciana de Cinctorres (Los Puertos). Se trata por tanto de un río fronterizo entre Aragón y la Comunidad Valenciana, de aquí sus diferentes denominaciones: en la parte aragonesa es conocido como rambla o río de las Truchas y en la valenciana como rambla de Sellumbres.
Tiene una longitud de unos 50 o 60 km aproximadamente y nace a una altitud considerable (1600-1700 msnm), en un lugar donde se forma un precioso pequeño lago, un espacio de gran interés por la confluencia de dos barrancos de caudal irregular que están formados por materiales calcáreos y condicionan la presencia de vegetación de ribera y otras especies. En el curso bajo, entre las poblaciones de Castellfort, Cinctorres y Portell de Morella está protegido con la figura de Paraje Natural Municipal (Véase Paraje Natural Municipal de la Rambla de Sellumbres).
Es una zona donde predominan los bosques de pino silvestre y el Boj. No es un río que lleve agua todo el año, solamente en las épocas de deshielo de las nevadas o lluvias intensas, primavera y otoño.
- Datos: Q3572092